# Синдри
Си́ндри (др.-сканд. Sindri) — в скандинавской мифологии карлик (дверг), с которым Локи спорил о кузнечном мастерстве.
Синдри поспорил с Локи, что сможет сотворить вещи искуснее тех, что сделал Двалин. У Локи было три вещи, поэтому и Синдри должен был изготовить лучшую вещь за три попытки. Первым он выковал кольцо Драупнир, каждый девятый день приносящее ещё восемь золотых колец. Вторым он выковал вепря Гуллинабурсти, который был быстр как Слейпнир и нёс своего наездника через леса, моря и горы легко и свободно, как по гладкой дороге. Третьим был выкован молот Мьёллнир, всегда возвращающийся в руку метающего.
Асы признали Мьёллнир лучшим творением и Локи проиграл пари.